# 楊淑美
楊 淑美（よう しゅくび、1963年8月3日 - ）は、日本のミュージカル女優、ボイストレーナー。

## 略歴・人物
1963年、華僑の両親のもと、東京都港区に生まれる。『ジーザス・クライスト・スーパースター』や『コーラスライン』に感動し、ショービジネスの世界を志す。
1982年、聖心インターナショナルスクールを卒業後、宝塚音楽学校に入学。
1984年、宝塚歌劇団に第70期生として入団。同期には、紫ともなど。『風と共に去りぬ』で初舞台を踏み、「碧海 蓮（あおみ れん）」の芸名で花組の男役として活動する。
1986年、『微風のマドリガル／メモアール・ド・パリ』千秋楽をもって、宝塚歌劇団を退団。イギリスに留学し、王立ウェールズ音楽演劇大学とギルドホール音楽演劇学校で声楽を学ぶ。
1989年、ミュージカル『ミス・サイゴン』の初演キャストとして、ドルリー・レーン劇場で約2年間活動する。アンサンブルを中心に、イヴォンヌ役やジジ役なども演じた。
日本へ帰国後、ミュージカルへの出演やコンサート活動を行う。
1996年、宝塚歌劇団・雪組公演『エリザベート -愛と死の輪舞-』の歌唱指導を担当し、ボイストレーナーとして活動を始める。
1998年、再びイギリスへ留学。王立音楽院ミュージカルシアターコースでメアリー・ハモンドから、より専門的なミュージカル唱法を学ぶ。修士号を取得。
歌唱指導として関わった作品は、宝塚歌劇団、東宝ミュージカル、大地真央主演作、宮本亜門演出作など、多数。

## 宝塚歌劇団での主な歌唱指導
日付は公演初日。

### 本公演
- エリザベート -愛と死の輪舞-（1996年2月16日、雪組）
- ハウ・トゥー・サクシード -努力しないで出世する方法-（1996年6月21日、花組）
- エリザベート -愛と死の輪舞-（1996年11月8日、星組）
- 失われた楽園 〜ハリウッド・バビロン〜（1997年2月14日、花組）
- 魅惑II -ネオ・エゴイスト!-（1997年5月9日、星組）
- ダル・レークの恋（1997年12月19日、星組）
- ウエストサイド物語（1998年2月13日、月組）
- エクスカリバー 美しき騎士たち／シトラスの風（1998年3月27日、宙組）
- SPEAKEASY -風の街の純情な悪党たち-（1998年5月15日、花組）
- 黒い瞳（1998年9月18日、月組）
- 砂漠の黒薔薇（2000年1月1日、宙組）
- デパートメント・ストア／凱旋門 -エリッヒ・マリア・レマルクの小説による-（2000年6月30日、雪組）
- 〜夢と孤独の果てに〜 ルートヴィヒII世／Asian Sunrise（2000年11月10日、花組）
- 愛のソナタ（2001年1月1日、月組）
- パッサージュ -硝子の空の記憶-（2001年2月23日、雪組）
- ベルサイユのばら2001 -オスカルとアンドレ編-（2001年3月30日、星組）
- ベルサイユのばら2001 -フェルゼンとマリー・アントワネット編-（2001年4月6日、宙組）
- ESP!!（2001年5月18日、月組）
- カステル・ミラージュ -消えない蜃気楼-（2001年11月16日、宙組）
- 鳳凰伝 -カラフとトゥーランドット-（2002年7月12日、宙組）
- エリザベート -愛と死の輪舞-（2002年10月4日、花組）
- 王家に捧ぐ歌 -オペラ「アイーダ」より-（2003年7月11日、星組）
- 薔薇の封印 -ヴァンパイア・レクイエム-（2003年11月21日、月組）
- スサノオ -創国の魁-／タカラヅカ・グローリー!（2004年4月2日、雪組）
- 花舞う長安 -玄宗と楊貴妃-（2004年10月1日、星組）
- エリザベート -愛と死の輪舞-（2005年2月4日、月組）
- 炎にくちづけを -「イル・トロヴァトーレ」より-（2005年8月5日、宙組）
- ASIAN WINDS! - アジアの風 -（2005年11月4日、花組）
- ベルサイユのばら -フェルゼンとマリー・アントワネット編-（2006年1月1日、星組）
- ベルサイユのばら -オスカル編-（2006年2月10日、雪組）
- NEVER SAY GOODBYE -ある愛の軌跡-（2006年3月24日、宙組）
- 暁のローマ -「ジュリアス・シーザー」より-（2006年5月12日、月組）
- ネオ・ダンディズム! - 男の美学 -（2006年8月11日、星組）
- 堕天使の涙（2006年9月22日、雪組）
- MAHOROBA -遥か彼方YAMATO-（2007年8月3日、月組）
- 君を愛してる -Je t'aime-／ミロワール -鏡のエンドレス・ドリームズ-（2008年1月1日、雪組）
- スカーレット・ピンパーネル（2008年6月20日、星組）
- Paradise Prince（2008年9月26日、宙組）
- 太王四神記 -チュシンの星のもとに-（2009年1月1日、花組）
- My dear New Orleans -愛する我が街-（2009年2月6日、星組）
- ZORRO 仮面のメサイア（2009年3月13日、雪組）
- Amour それは…（2009年4月17日、宙組）
- エリザベート -愛と死の輪舞-（2009年5月22日、月組）
- 太王四神記 Ver.II -新たなる王の旅立ち-（2009年6月26日、星組）
- RIO DE BRAVO!!（2009年7月31日、雪組）
- 外伝ベルサイユのばら -アンドレ編-（2009年9月4日、花組）
- カサブランカ（2009年11月13日、宙組）
- ハプスブルクの宝剣 -魂に宿る光-（2010年1月1日、星組）
- ソルフェリーノの夜明け -アンリー・デュナンの生涯-／Carnevale 睡夢 -水面に浮かぶ風景-（2010年2月5日、雪組）
- 虞美人 新たなる伝説（2010年3月12日、花組）
- スカーレット・ピンパーネル（2010年4月16日、月組）
- TRAFALGAR -ネルソン、その愛と奇跡-（2010年5月21日、宙組）
- ロック・オン!（2010年6月25日、雪組）
- 誰がために鐘は鳴る（2010年11月12日、宙組）
- ロミオとジュリエット（2011年1月1日、雪組）
- バラの国の王子 〜ボーモン夫人作「美女と野獣」より〜（2011年3月11日、月組）
- めぐり会いは再び -My Only Shinin' Star-（2011年4月15日、星組）
- ルナロッサ -夜に惑う旅人-（2011年5月20日、宙組）
- クラシコ・イタリアーノ -最高の男の仕立て方-（2011年10月7日、宙組）
- オーシャンズ11（2011年11月11日、星組）
- カノン -Our Melody-（2012年1月1日、花組）
- エドワード8世 -王冠を賭けた恋-／Misty Station -霧の終着駅-（2012年2月3日、月組）
- ドン・カルロス（2012年3月9日、雪組）
- 華やかなりし日々（2012年4月13日、宙組）
- Celebrity -セレブリティ-（2012年5月18日、星組）
- ロミオとジュリエット（2012年6月22日、月組）
- 銀河英雄伝説@TAKARAZUKA（2012年8月31日、宙組）
- JIN -仁-（2012年10月12日、雪組）
- 宝塚ジャポニズム 〜序破急〜／めぐり会いは再び 2nd -Star Bride-／Etoile de TAKARAZUKA（2012年11月16日、星組）
- ベルサイユのばら -オスカルとアンドレ編-（2013年1月1日、月組）
- オーシャンズ11（2013年2月8日、花組）
- モンテ・クリスト伯／Amour de 99!! -99年の愛-（2013年3月15日、宙組）
- ベルサイユのばら -フェルゼン編-（2013年4月19日、雪組）
- ロミオとジュリエット（2013年5月31日、星組）
- ルパン -ARSÈNE LUPIN-／Fantastic Energy!（2013年7月12日、月組）
- 愛と革命の詩 -アンドレア・シェニエ-／Mr. Swing!（2013年8月16日、花組）
- 風と共に去りぬ（2013年9月27日、宙組）
- Shall we ダンス?／CONGRATULATIONS 宝塚!!（2013年11月8日、雪組）
- 眠らない男・ナポレオン -愛と栄光の涯に-（2014年1月1日、星組）
- ラスト・タイクーン -ハリウッドの帝王、不滅の愛-／TAKARAZUKA∞夢眩（2014年2月7日、花組）
- 宝塚をどり／明日への指針 -センチュリー号の航海日誌-／TAKARAZUKA 花詩集100!!（2014年3月21日、月組）
- ベルサイユのばら -オスカル編-（2014年5月2日、宙組）
- 一夢庵風流記 前田慶次／My Dream TAKARAZUKA（2014年6月6日、雪組）
- The Lost Glory -美しき幻影-／パッショネイト宝塚!!（2014年7月18日、星組）
- エリザベート -愛と死の輪舞-（2014年8月22日、花組）

### バウホール公演
- 月雲の皇子 -衣通姫伝説より-（2013年5月2日、月組）
- フォーエバー・ガーシュイン -五線譜に描く夢-（2013年6月7日、花組）
- the WILD Meets the WILD -W.M.W.-（2013年7月25日、宙組）
- 第二章 -CHAPTER TWO by Neil Simon-（2013年10月3日、専科）
- かもめ（2014年5月22日、星組）
- ノクターン -遠い夏の日の記憶-（2014年6月21日、花組）

### 特別公演ほか
- 逆転裁判3 検事マイルズ・エッジワース（2013年1月9日、宙組）
- ブラック・ジャック 許されざる者の挽歌（2013年2月9日、雪組）
- 南太平洋（2013年3月19日、星組）
- REON!!（2013年9月27日、星組）
- 日のあたる方へ -私という名の他者-（2013年10月7日、星組）
- THE MERRY WIDOW（2013年11月23日、月組）
- 翼ある人びと -ブラームスとクララ・シューマン-（2014年2月8日、宙組）
- THE KINGDOM（2014年7月23日、月組）

## 宝塚歌劇団以外の主な歌唱指導
- アニーよ銃をとれ（1997年4月）
- 出島 MUSICAL DEJIMA（2000年4月）
- エリザベート（2000年6月、2001年3月、2004年3月、2005年9月、2006年5月）
- LOVEセンチュリー 夢はみなけりゃ始まらない（2001年5月）
- ミュージカル くるみ割り人形（2001年12月）
- パナマ・ハッティー（2002年3月）
- チャーリー・ガール（2002年4月）
- マイ・フェア・レディ（2002年5月）
- モーツァルト!（2002年10月、2005年7月）
- 十二夜（2003年10月）
- イーストウィックの魔女たち（2003年12月、2005年7月、2007年10月）
- イントゥ・ザ・ウッズ（2004年6月、2006年5月）
- サンデー・イン・ザ・パーク・ウィズ・ジョージ（2009年7月）
- アイーダ The Musical AIDA（2009年8月）
- ファニー・ガール（2010年1月）
- エディット・ピアフ（2011年1月）
- MITSUKO 愛は国境を越えて（2011年5月）
- 太平洋序曲（2011年6月）
- メリリー・ウィー・ロール・アロング（2013年11月）
- レディ・ベス（2014年4月）

## 著書
- 楊淑美・流ヴォイストレーニングBOOK 目覚めよ!あなたも知らない自分の声（講談社、2016年3月11日）